# HMS Mignonette (K38)
«Мінонет» (англ. HMS Mignonette (K38) — військовий корабель, корвет типу «Флавер» Королівського військово-морського флоту Великої Британії та ВМС США за часів Другої світової війни.
Корвет «Мінонет» був закладений 15 липня 1940 року на верфі компанії Hall, Russell & Company у Абердині. 28 січня 1941 року він був спущений на воду, а 7 травня 1941 року увійшов до складу Королівських ВМС Великої Британії.
Корабель брав активну участь у бойових діях на морі в Другій світовій війні, бився у Північній Атлантиці, біля берегів Франції, Англії, супроводжував атлантичні конвої. В ході війни служив у ескортних групах супроводу транспортних конвоїв та був успішним протичовновим кораблем, на рахунку якого знищення двох німецьких підводних човнів: U-135 і U-1199.
За проявлену мужність та стійкість у боях бойовий корабель заохочений двома бойовими відзнаками.

## Історія служби
У липні 1942 року «Мінонет» діяв у складу 2-ї групи ескорту, що забезпечувала супроводження північноатлантичних конвоїв. До складу групи входили есмінці «Ванесса», «Гесперус», «Вайтхолл» та корвети «Кампанула», «Клематіс», «Дженшен», «Хізер», «Мінонет» та «Світбріар».
15 липня 1943 року «Мінонет», діючи разом з британськими кораблями «Бальзам» і «Рочестер» та американським літаком-амфібією PBY «Каталіна» західніше Тарфаї, потопив U-135.
21 січня 1945 року корвет у взаємодії з есмінцем «Ікарус» виявив неподалік від архіпелагу Сіллі німецьку субмарину U-1199 та затопили її глибинними бомбами. З усього екіпажу вцілів один унтерофіцер.
Після завершення війни в Європі «Мінонет» був переведений до резерву флоту у Лондондеррі та включений до списку на розбирання. У 1946 році його продали грецькій судноплавній компанії для використання як торговельне судно. Перейменований на Alexandrouplis, 30 листопада 1948 року він потрапив у морську аварію біля острову Лемнос і затонув.